# 荒川隆治
荒川 隆治（あらかわ りゅうじ、1963年3月5日 - ）は、日本の実業家、アルフレッサホールディングス代表取締役社長。

## 人物・経歴
1963年3月5日、愛知県名古屋市生まれ。立教大学経済学部卒業。
1987年4月、山之内製薬株式会社（現・アステラス製薬）入社。1999年4月、株式会社中薬（現・アルフレッサ株式会社）入社。
2005年6月、シーエス薬品株式会社（現・アルフレッサ株式会社）常務取締役、2009年4月、同社代表取締役社長就任。
2016年6月、アルフレッサホールディングス取締役、2016年10月、取締役常務執行役員、2020年4月、取締役専務執行役員、2020年6月、同社代表取締役社長就任。
アルフレッサは、医療品の卸売事業を行う企業だが、2021年には、配送生産性最大20％向上を目指し、医療機関への配送業務量をAIで予測し、配車計画を行うシステム運用を開始するなど、経営者として効率化を進めている。